# Ramon Aramon
Ramon Aramon i Serra, né à Barcelone le 8 décembre 1907 et mort à Barcelone le 17 juillet 2000, est un philologue catalan spécialisé dans les études médiévales. Il fut président d'honneur de l'Institut d'Estudis Catalans.